# Монреальская конвенция (1971)
Монреальская конвенция 1971 года (полное название: «Конвенция о борьбе с незаконными актами, направленными против безопасности гражданской авиации, от 23 сентября 1971 года») — международная Конвенция, направленная на пресечение преступлений и поведений, которые могут представлять угрозу безопасности полётов гражданской авиации.

## Содержание
Согласно конвенции, любое лицо считается совершившим преступление, если:
- Совершает акт насилия в отношении лица, находящегося на борту воздушного судна в полёте;

- Уничтожение воздушного судна или повреждение воздушного судна таким образом, что это делает его неспособным к полёту, или которое может поставить под угрозу его безопасность в полёте;
- Размещение или наложение на летательный аппарат устройства или вещества, которое может уничтожить или повредить летательный аппарат;
- Разрушение или повреждение аэронавигационных средств или вмешательство в их эксплуатацию, если это может угрожать безопасности воздушного судна;
- Передача информации, которая заведомо является ложной, что ставит под угрозу безопасность воздушного судна в полёте;
- Попытка совершения любых выше перечисленных действии;
- Быть соучастником любого из вышеперечисленных действии.

Конвенция не применяется к таможенным, правоохранительным или военным самолётам, а применима только в отношении гражданских воздушных судов.
Конвенция устанавливает принцип aut dedere aut judicare , согласно которому сторона договора должна либо преследовать в судебном порядке лицо, совершившее одно из преступлений, либо отправить человека в другое государство, которое запрашивает его или её выдачу для судебного преследования за данное преступление.

## Разработка, одобрение и вступление в силу
Конвенция была принята Международной конференцией по воздушному праву в Монреале 23 сентября 1971 года. В силу она вступила 26 января 1973 года после её ратификации 10 государствами.
По состоянию на 2013 год Конвенцию ратифицировали 188 государств-участников, включая 186 членов ООН, а также острова Кука и Ниуэ.